# Movimento Verde
Con movimento verde ci si riferisce ad una serie di avvenimenti che sono accaduti a seguito delle elezioni presidenziali in Iran del 2009 durante le quali i manifestanti hanno chiesto le dimissioni di Mahmoud Ahmadinejad dal suo incarico. Il verde è stato inizialmente usato come il simbolo della campagna elettorale di Mir Hossein Mousavi, ma dopo le elezioni è diventato un simbolo di unità e di speranza per tutti coloro che hanno continuato a chiedere l'annullamento di ciò che viene valutata da molti come un procedimento elettorale truccato.
Mir Hossein Mousavi e Mehdi Karrubi sono riconosciuti come i leader politici del Movimento Verde. Anche Hossein-Ali Montazeri è stato indicato come leader spirituale del movimento.. Il Movimento Verde è stato sostenuto da tre Grandi Ayatollah: Yussef Sanei, Dastgeib Shirazi e Safi Golpayegani.
Chi ha visto le manifestazioni del Movimento Verde spesso dichiara che proteste così ampie non si sono viste in Iran dalla Rivoluzione Iraniana.
Dal 2013 molti membri del Movimento Verde hanno aderito alla coalizione del Consiglio Nazionale Iraniano per le libere elezioni, fondata dai monarchici in esilio del Partito Costituzionalista dell'Iran.

## Dov'è il mio voto?
Dov'è il mio voto? è lo slogan che è stato usato nel corso delle manifestazioni. Il governo iraniano del presidente Mahmoud Ahmadinejad ha annunciato di aver vinto con i due terzi dei voti, ma al momento dell'annuncio ufficiale Mousavi aveva già dichiarato di aver vinto, prima che il conteggio fosse ultimato. e i sostenitori di Mousavi e Karroubi hanno quindi accusato il governo di aver pilotato lo spoglio delle urne.
A seguito dell'annuncio di vittoria di Ahmadinejad, manifestazioni spontanee hanno preso corpo in tutto il paese. Il governo ha reagito arrestando un grande numero di manifestanti e nel corso degli scontri con le forze paramilitari (Basij) e con la polizia in molti sono stati uccisi.
Sebbene il governo iraniano abbia proibito ogni forma di assembramento degli oppositori a Tehran ed in tutto il paese, nonostante abbia rallentato e in alcuni casi chiuso l'accesso alla rete internet, censurando molti siti d'informazione ed impedendo l'apertura delle pagine dei social network, centinaia di migliaia di Iraniani sono scesi in piazza a scandire i propri slogan, sfidando la legge e affrontando le forze della Repubblica Islamica dell'Iran.

## Vie legali
Mousavi e i riformisti stanno lavorando sui modi legali per intraprendere il percorso di riforme che avevano prospettato in campagna elettorale. Per questo motivo hanno costruito una nuova coalizione chiamata Il Sentiero Verde della Speranza.

## Il risultato delle elezioni presidenziali del 2009

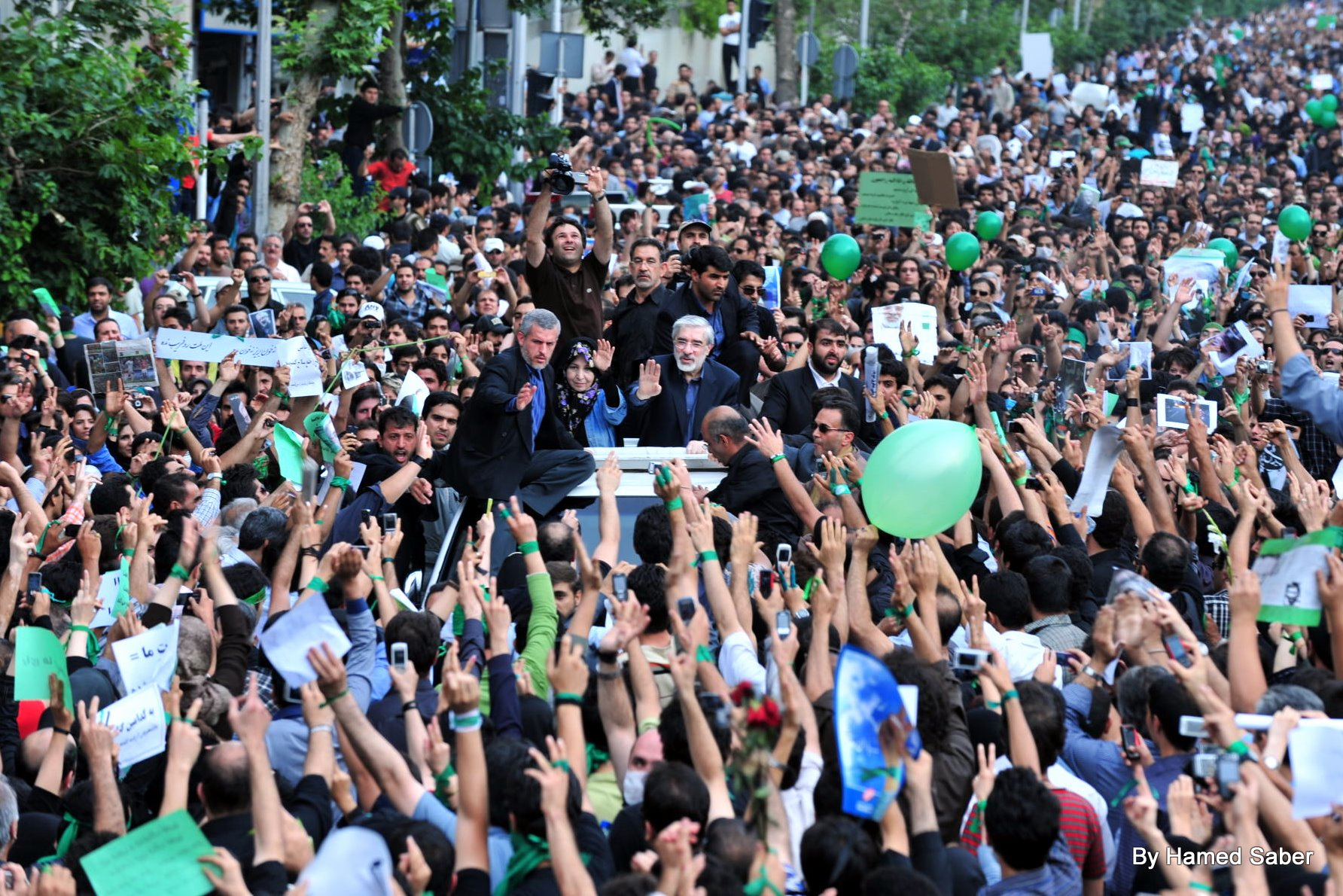
Milioni di sostenitori di Mousavi si sono riuniti a Tehran il 18 giugno 2009 per protestare contro il risultato delle elezioni

Le elezioni si sono tenuti il 12 giugno 2009. Il risultato ufficiale dichiara una larga vittoria di Ahmadinejad, sebbene Mousavi e gli altri candidati pensano che il risultato sia frutto di una truffa, suggerendo che il Ministro degli Interni, Sadegh Mahsouli, alleato di Ahmadinejad, avrebbe interferito con le elezioni e distorto i risultati usciti dalle urne affinché Ahmadinejad mantenesse il potere. Mousavi ha dichiarato la propria vittoria e ha invitato i propri sostenitori a festeggiare. A seguito di ciò ci sono state grandi proteste.
(Mohsen Makhmalbaf, Mousavi's spokesman, June 19, 2009)

### Proteste
Gli scontri sono scoppiati tra la polizia e gruppi di manifestanti che protestavano contro il risultato elettorale il giorno successivo alle elezioni, di domenica mattina. All'inizio le proteste sono state in larga parte pacifiche. Comunque, col passare delle ore, si sono verificati alcuni episodi di violenza. Alcuni gruppi di facinorosi hanno assalito alcuni negozi e rotto delle finestre. 
La sollevazione popolare è continuata, mentre alcuni incendiavano le gomme delle auto parcheggiate davanti all'edificio del Ministero degli Interni. Circa 300 persone hanno creato una catena umana e hanno bloccato una delle principali arterie stradali di Tehran.
Le manifestazioni hanno continuato a crescere nonostante fossero spontanee e mancassero di ogni forma organizzativa. Anche a Londra circa 200 persone hanno protestato davanti all'ambasciata iraniana il 13 giugno. Ynet ha dichiarato che in "decine di migliaia" hanno manifestato il 13 giugno, scandendo slogan come "abbasso il dittatore", e "ridateci i nostri voti". Mousavi ha chiesto di calmarsi e di non commettere atti violenti.
Vi sono stati morti e arresti.

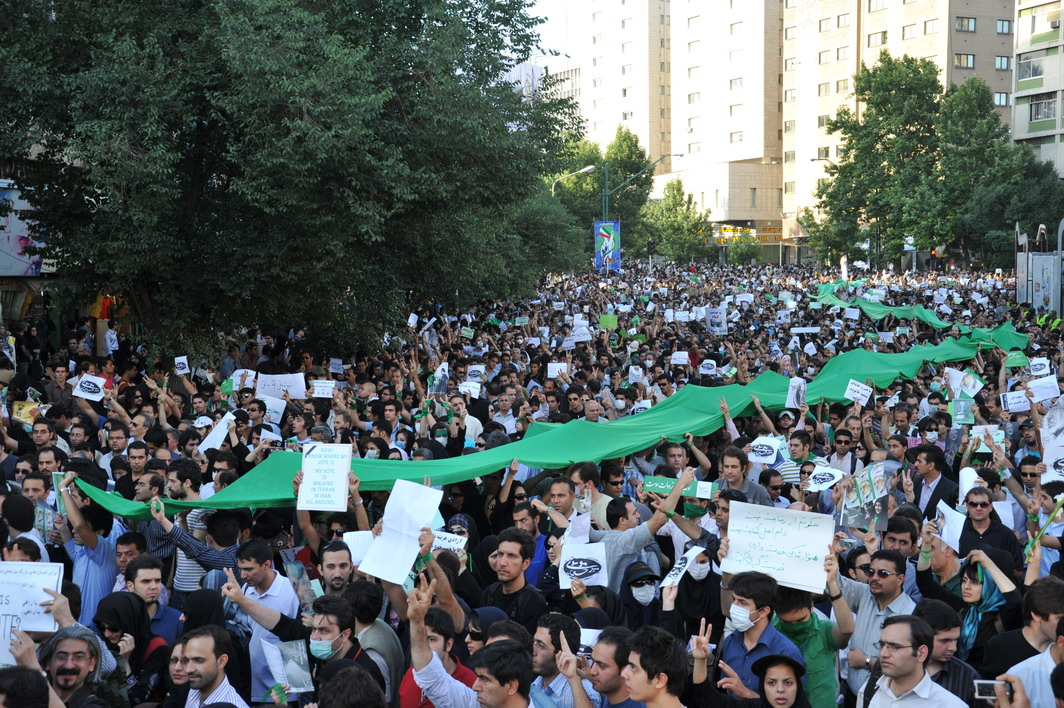
Manifestazione a Tehran, 16 giugno

Nel 2011, dopo le proteste legate all'influenza della primavera araba, Karroubi e Mousavi, nonostante siano stati tra i militanti della rivoluzione iraniana, sono stati posti agli arresti domiciliari.